# Erd-Segge
Die Erd-Segge (Carex humilis), auch Niedrige Segge oder Zwerg-Segge genannt, ist eine Pflanzenart aus der Gattung Seggen (Carex) innerhalb der Familie der Sauergrasgewächse (Cyperaceae).

## Beschreibung

### Vegetative Merkmale
Die Erd-Segge ist eine ausdauernde, krautige Pflanze, die Wuchshöhen von 2 bis 15 Zentimetern erreicht. Sie bildet dichte Horste. Die aufrechten Halme sind schwach dreikantig, glatt und nur am Grund beblättert. Die Grundblätter mit purpurfarbenen Blattscheiden sind 10 bis 25 Zentimeter lang und 1 bis 1,5, selten bis zu 2 Millimeter breit; sie sind meist borstlich gerollt, starr und grau- oder hell-grün; sie verwittern netzfaserig.

### Generative Merkmale

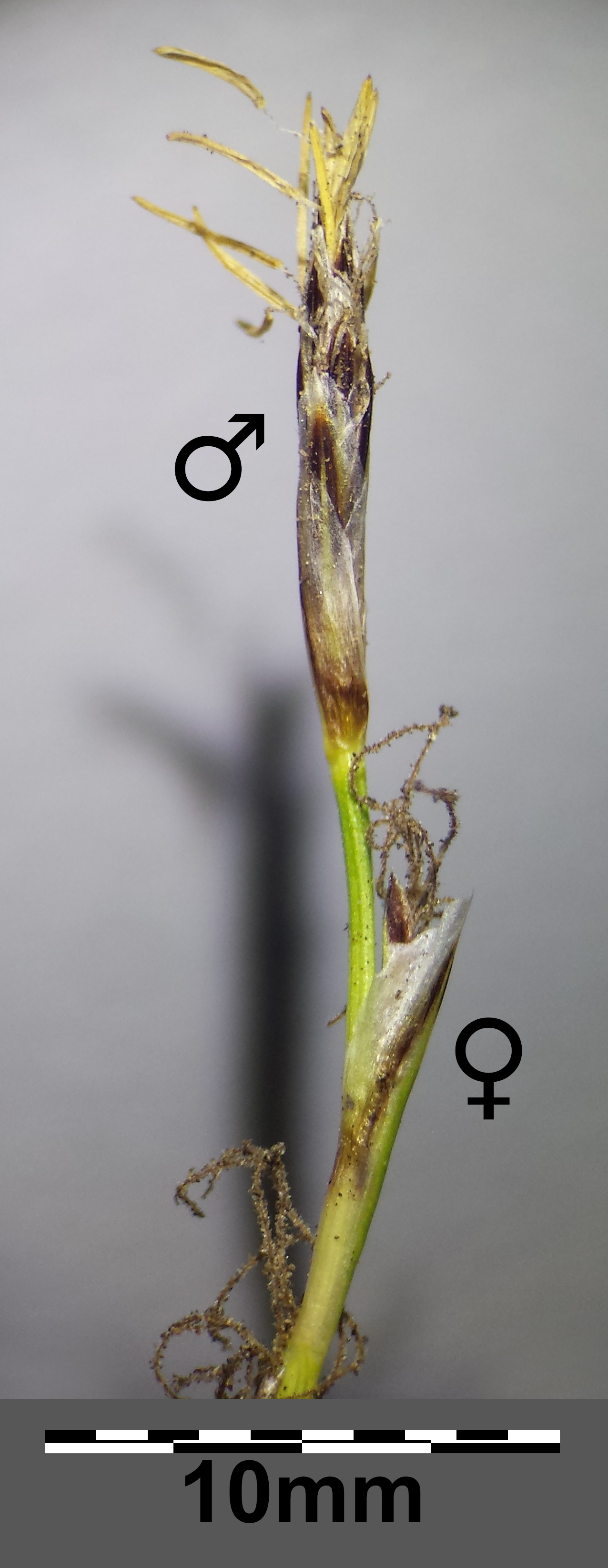
Blütenstand

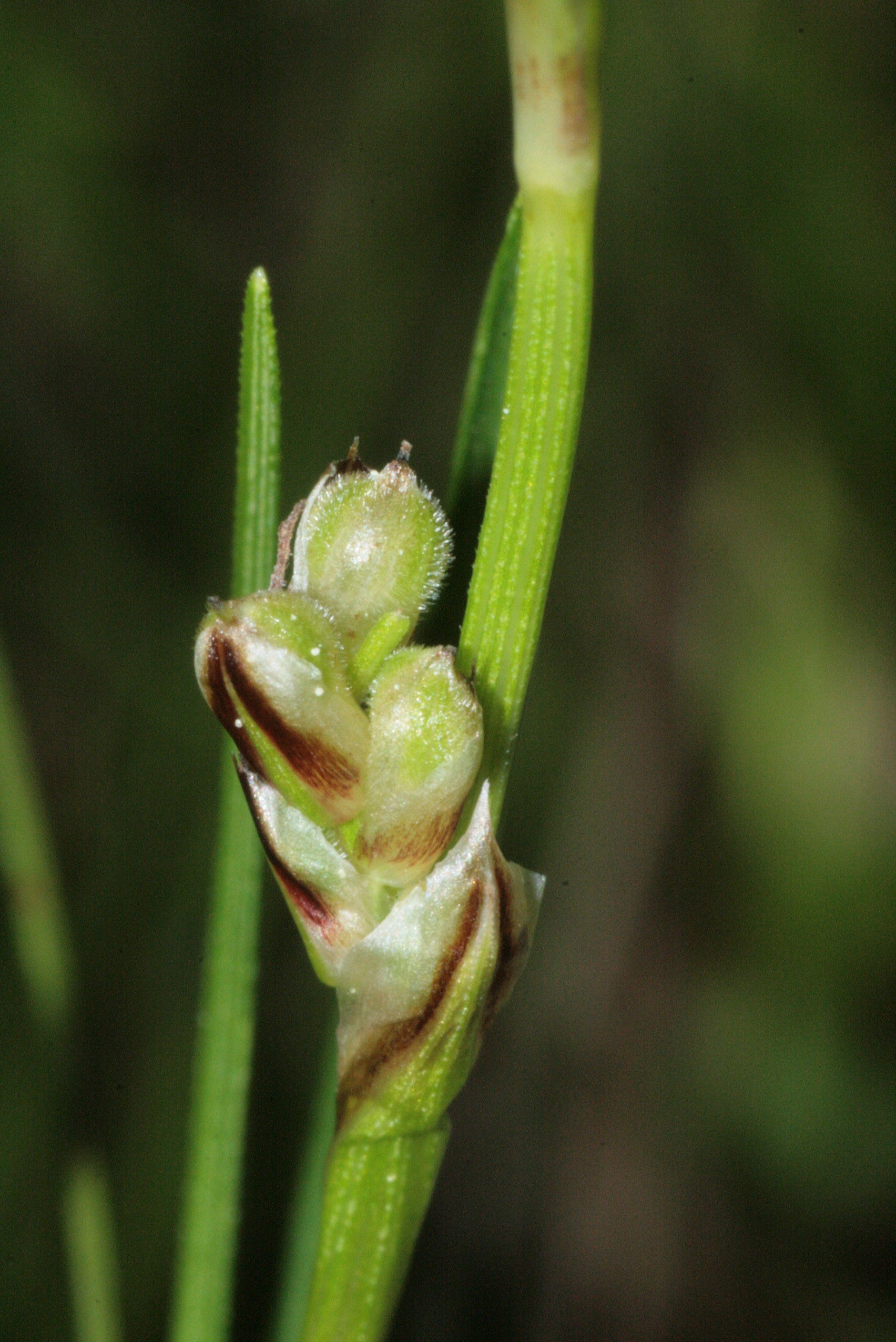
Fruchtstand

Die Blütezeit reicht je nach Standort von März bis April oder April bis Mai. Das männliche rostbraun-weiß-gescheckte Ährchen ist endständig, 0 bis 15, selten bis zu 20 Millimeter lang und 2 bis 4 Millimeter breit; es ist bis 2 Zentimeter lang gestielt. Unterhalb vom männlichen Ährchen befinden sich zwei bis drei braun-silberglänzende weibliche Ährchen mit zwei bis fünf Blüten; sie sind 5 bis 10 Millimeter lang sowie 1 bis 2 Millimeter breit. Die Spelzen der weiblichen Blüten sind eiförmig bis breit-eiförmig mit kurz zugespitztem oberen Ende, hell- bis rot-braun, grün gekielt mit breiten silber-glänzenden trockenhäutigen Rändern; sie sind etwa so lang wie die Schläuche. Die Spelzen der männlichen Blüten sind breit-eiförmig, rot-braun mit breiten silber-glänzenden Hauträndern. Die kurz brhaartem, gelb-grünen und nach oben rot-braunen Schläuche sind bei einer Länge von 2,5 bis 3 Millimetern verkehrt-eiförmig, stumpf-dreikantig mit konvexen Seitenflächen, und nach oben in einen undeutlichen, sehr kurzen Schnabel zusammengezogen. Die weiblichen Blüten enthalten drei Narben.
Die Chromosomenzahl beträgt 2n = 36.

## Ökologie
Bei der Erd-Segge handelt es sich um einen Hemikryptophyten. Die Erd-Segge wurzelt ungewöhnlicherweise bis 40 Zentimeter tief; dies kann als eine Anpassung an ihren trockenen Standort gedeutet werden.
Die Schläuche der Erd-Segge und mit ihnen die reifen Früchte werden von Ameisen verbreitet.

## Vorkommen

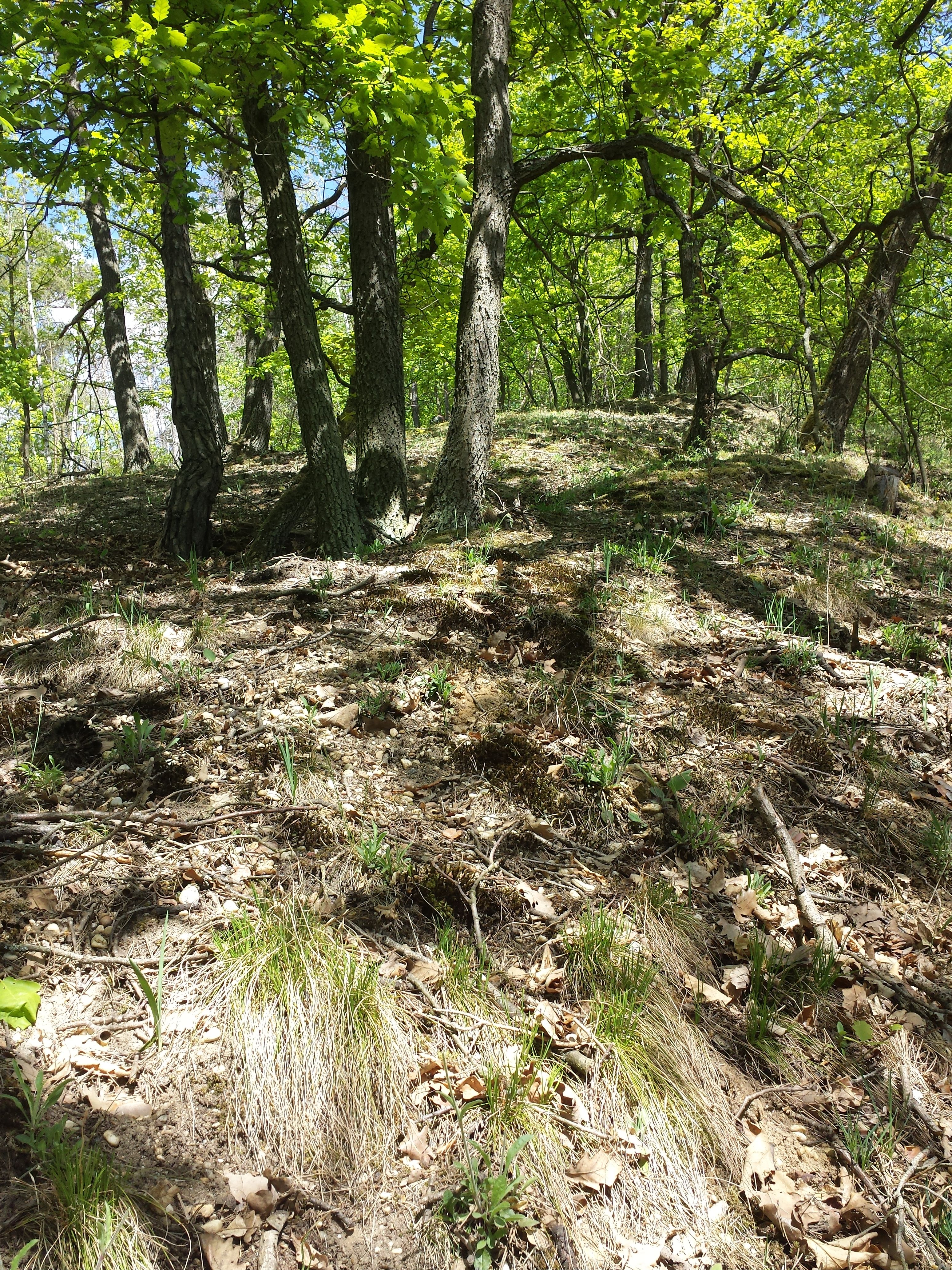
Erd-Segge in einem trocken-warmen Laubwald in Niederösterreich

Die Erd-Segge ist in den Wärmegebieten Eurasiens, besonders im Süd- und Südosteuropa weitverbreitet. In Europa fehlt sie in den Ländern Portugal, Irland, Island, den Niederlanden, Norwegen, Schweden, Finnland, im Baltikum, Belarus und im europäischen Teil der Türkei. Im Tiefland von Mitteleuropa tritt sie nur vereinzelt auf, bzw. sie fehlt dort fast überall; in den Mittelgebirgen mit Kalkgestein ist sie selten, doch sie bildet an ihren Standorten kleinere Bestände. Sie steigt in den Alpen meist bis in Höhenlagen von etwa 1500 Meter auf, sie ist dort aber selten. In den Allgäuer Alpen steigt sie im Tiroler Teil zwischen Klimm und Klimmspitze bis zu Höhenlagen von 1500 Metern auf. In Liechtenstein erreicht sie 2100 Meter, im Kanton Wallis am Portail de Fully 2150 Meter und am Piz Laschadurella in Graubünden 2615 Meter. Sie fehlt in den Silikatgebieten Mitteleuropas. In Deutschland kommt sie vom Tiefland bis in die Voralpen zerstreut vor, gegen Norden und Nordosten ist sie selten. Sie ist in der Roten Liste der gefährdeten Pflanzenarten nach Metzing et al. 2018 in der Vorwarnliste. In Österreich kommt sie im pannonischen Raum häufig, sonst zerstreut bis selten vor.
Sie besiedelt in Mitteleuropa an sonnigen Standorten vor allem trockenwarme Magerrasen, Rasensteppen, lichte und schüttere Trockenrasen, lichte Kiefernwälder und Gebüsche. Die Erd-Segge gedeiht am besten auf warmen, trockenen, basen- und kalkreichen Feinerdeböden. Sie kommt in Pflanzengesellschaften der Klasse Festuco-Brometea, aber auch in denen der Ordnung Quercetalia pubescentis oder des Verbands Erico-Pinion vor.
Die ökologischen Zeigerwerte nach Landolt et al. 2010 sind in der Schweiz: Feuchtezahl F = 1+w+ (trocken aber stark wechselnd), Lichtzahl L = 3 (halbschattig), Reaktionszahl R = 5 (basisch), Temperaturzahl T = 3+ (unter-montan und ober-kollin), Nährstoffzahl N = 2 (nährstoffarm), Kontinentalitätszahl K = 4 (subkontinental).

## Systematik
Die Erstveröffentlichung von Carex humilis erfolgte 1761 durch Friedrich Wilhelm von Leysser in Flora Halensis, 1. Auflage, Seite 175. Das Artepitheton humilis bedeutet „auf der Erde“, „niedrig“ und bezieht sich den niedrigen Halm.
Je nach Autor gibt es etwa zwei Varietäten:
- Carex humilis Leyss. var. humilis: Sie kommt von Europa bis zum Iran, Russland und Japan weitverbreitet.[10][11]
- Carex humilis var. scirrobasis (Kitag.) Y.L.Chang & Y.L.Yang (Syn.: Carex scirrobasis Kitag.): Sie gedeiht in Höhenlagen von 100 und 1000 Metern in den chinesischen Provinzen Hebei, Liaoning sowie Shanxi.[11]